# Nephasoma tasmaniense
Nephasoma tasmaniense är en stjärnmaskart som först beskrevs av Murina 1964.  Nephasoma tasmaniense ingår i släktet Nephasoma och familjen Golfingiidae. Inga underarter finns listade i Catalogue of Life.